# OK牧場の決闘
OK牧場の決闘（オーケーぼくじょうのけっとう、英語: Gunfight at the O.K. Corral）とは、1881年10月26日、アリゾナ州コチセ郡トゥームストーンのO.K.コラル近くの路上で起こった銃撃戦。

## 概要
1881年10月26日、ワイアット・アープらを始めとする市保安官たちと、クラントン兄弟（父親オールド・マン・クラントンはこの2ヶ月前に既に物故）をはじめとするカウボーイズがアリゾナ州コチセ郡トゥームストーンの町で撃ち合い銃撃戦となった。これは正式な意味での決闘ではなく、表面的には市保安官が銃不法所持者を武装解除しようとした際に発生した銃撃戦といえる。
そして実際にはアープ組とカウボーイズ組とのさまざまな確執の結果であるというのが今日の見方である。すでにダッジシティで保安官として名を馳せたワイアット・アープが、1879年の12月1日、銀鉱山であるトゥームストーンへ一旗揚げようと兄弟のジェイムスとバージルの家族と共にやって来た。当初はまだカウボーイズらとの仲は悪くなかったといわれている。それが銃撃戦にまで至る事情はおおむね次のような原因が重なったためといわれている。
- トゥームストーンでワイアットは2番目の（しかし内縁の）妻のマティと不仲になり、その頃郡保安官ジョン・ビアン（英語版）と付き合っていたジョセフィン・サラ・マーカスと三角関係になり、結局ジョセフィンを手に入れる。
- カウボーイズらの郡党（County Party。民主党支持）と、アープ組の法と秩序党（Law And Order Party。共和党支持）の対立。それは1880年10月、カーリー・ビルによるフレッド・ホワイト保安官殺害事件となり、両陣営の亀裂をさらに深める。
- 1881年7月、駅馬車強盗の容疑者として、ドク・ホリデイがジョン・ビアンにより逮捕される。後に無罪判決となる。
- 駅馬車強盗の犯人に関する闇取引（アイク・クラントン（英語版）に対して、仲間を売るように持ち掛けた）に関する諍いで、アイク・クラントンはワイアット、ドク・ホリデイ双方と喧嘩状態になる。決闘前夜にドクとアイクは酒場で喧嘩となる。
- このようないきさつにより、アイク・クラントンは、「アープ兄弟と決闘だ」、「ワイアットを殺す」と町の仲間らに言いふらしており、アープらも「決着」をつけなければいけない気持ちになっていた。ドク・ホリデイは、半ば死に場所を探しているような節があり、最初からこのいざこざに加勢するつもりでいた。

当日は、「フライ写真館の隣にある空き地から、フリモントストリートに出たあたりで、カウボーイズ組が銃を所持しているので、武装解除するべきだ」と市民の忠告を受けた、バージル・アープは、彼らをただ武装解除するだけのつもりで出かけた。
決闘は、郡保安官の仲裁も失敗に終わり、約30秒、30発の銃弾でほとんど至近距離での撃ち合いとなった。
決闘後、アープ組は全員殺人罪で起訴されたが、全員無罪となった。この判決を受け、カウボーイズ組はバージルとモーガンを闇討ちし、バージルは腕を、モーガンは命を失う。その後、ワイアット・アープら自警団は、モーガン殺害の実行犯と見られたフランク・スティルウェルをツーソン駅構内で殺害したと言われている。
その後、ワイアットとドクはロサンゼルスへと移ったが恩赦はおりず、貧困を窮めたが、やがて1920年代に当時映画撮影の中心地となったハリウッドで西部劇の決闘の演技を指導する仕事に就いた。そしてその折りにワイアットはこの決闘を題材として売り込んだといわれている。

## 決闘の名称について
「OK牧場の決闘」の名称は、1957年にジョン・スタージェス監督が制作した西部劇映画『OK牧場の決斗』の邦題に由来する。映画の原題（および英語での事件名）であるGunfight at the O.K. Corralは直訳すれば「OKコラルの銃撃戦」となる。コラルとは家畜の囲いを意味し、牧場の畜舎を指すこともあるが、ここでは旅の集団が牛や馬を一時的に預けたり繋いでおくために用いられる、西部開拓時代特有の囲い場を指し、実際に映画の中で描かれている「O.K. Corral(オーケー・コラル)」も町はずれにあって柵で囲ってあるだけの簡素な囲い込み場で、一般的な意味での牧場ではない。
しかしこの映画の日本公開にあたり、配給会社が「OKコラルの決闘」では分かりにくいので「OK牧場の決闘」と意訳し、この映画を受けて日本では史実の決闘のことも「OK牧場の決闘」と呼ぶようになった。映画の題名がそのまま史実の名称として語られることになった珍しい例といえる。

## 関係者

### アープ組
- バージル・アープ（英語版） - 市保安官で、ワイアット・アープの兄 右太腿負傷
- ワイアット・アープ - 市保安官 無傷
- モーガン・アープ（英語版） - ワイアット・アープの弟 負傷
- ドク・ホリデイ - ワイアット・アープの友人 大腿部打撲

### カウボーイズ組
- アイク・クラントン（英語版） - オールド・マン・クラントンの子 決闘には不参加（逃走）
- ビリー・クラントン（英語版） - オールド・マン・クラントンの子・アイクの弟 死亡
- フランク・マクローリー（英語版） - アイクの友人 死亡
- トム・マクローリー（英語版） - フランクの弟 死亡
- “ザ・キッド”ビリー・クレイボーン（英語版） - カウボーイズの知り合い 決闘中に逃走。リンカーン郡戦争で有名なビリー・ザ・キッドとは別人。

## 映像化
この決闘は後に西部劇の定番として複数回映像化されている。年代は本国での公開年・放送年。
- 映画『国境守備隊』(1934年)　
  - 原作はスチュワート・N・レイクの「ワイアット・アープ フロンティア・マーシャル」。
  - 1939年「Frontier Marshal」と1946年「荒野の決闘」も同じレイク原作のものである。
- 映画 Frontier Marshal (1939年) 
  - ランドルフ・スコット主演。前述の『国境守備隊』と同じ原作であるが、少し変えている。このプロットは7年後『荒野の決闘』でも踏襲されている。
- 映画 Tombstone, the Town Too Tough to Die (1942年)
- 映画『荒野の決闘（荒野の決闘/いとしのクレメンタイン）』 My Darling Clementine (1946年) 
  - ジョン・フォード監督作品。ヘンリー・フォンダ主演。史実とは大きく異なった内容で詩情を謳い上げている。
  - 1939年のFrontier Marshalのリメイクでもある。
- TVシリーズ『保安官ワイアット・アープ』 The Life and Legend of Wyatt Earp (1955年)
  - ヒュー・オブライエン主演。1955年秋から6シーズン全226話放映されたテレビ西部劇（30分）。このシリーズの最終話で決闘を描いている。
- 映画『OK牧場の決斗』 Gunfight at the O.K. Corral (1957年) 
  - ジョン・スタージェス監督作品。バート・ランカスター主演。史実と異なりOK牧場の決闘で抗争の決着がつく娯楽活劇となっている。
- TVシリーズ『ドクター・フー』のシリアル（連続した数話） The Gunfighters (1966年)
- 映画『墓石と決闘』 Hour of the Gun (1967年) 
  - 娯楽活劇版であった『OK牧場の決斗』のジョン・スタージェス監督による「史実準拠版」。ジェームス・ガーナー主演。OKコラルでの銃撃戦から始まるため、「続編」や「後日譚」とされているが「続編」ではない。「決闘」から始まる殺し合いを史実の順に、法と復讐とで葛藤するワイアットの姿を描いている。アイク・クラントンは生き残り、アープ兄弟との暗闘が続く。弟を殺され、兄も負傷したアープはドク・ホリデイとともに犯人追跡に乗り出す。タイトルに「墓石」とあるのはトゥームストーン」の訳とされる。
- TVシリーズ『宇宙大作戦』のエピソード「OK牧場の決闘」 Spectre of the Gun (1968年)
  - 宇宙大作戦の1エピソードで、宇宙人によってカーク船長らが自己暗示にかけられてトゥームストーンの決闘場所に送られて殺されかかるという話。まもなくこれが宇宙人による自己暗示で幻想であることに気づく。
- 映画『ドク・ホリデイ』 Doc (1971年)
- 小説『少年時代』 Boy's Life (1991年)
- 映画『トゥームストーン』 Tombstone (1993年)
  - ジョージ・P・コスマトス監督作品。カート・ラッセル主演。「OK牧場の決闘」は作品半ばの山場となっている。史実に準拠した流れで作られたガンファイトアクション作品。
- 映画『ワイアット・アープ』 Wyatt Earp (1994年)
  - ローレンス・カスダン監督作品。 ケヴィン・コスナー主演。ワイアットの生涯を描く伝記映画。
  - 映画中盤に決闘のエピソードまでたどり着き、その後の人生まで描かれて、「事実」と「伝説」との差で当惑するワイアットの姿も描いている。
- TVシリーズ Deadwood シーズン3エピソード8 (2006年)